# Tennis de taula als Jocs Olímpics d'Estiu del 2000
Als Jocs Olímpics d'Estiu del 2000 celebrats a la ciutat de Sydney (Austràlia) es van disputar 4 proves de tennis de taula, dues en categoria masculina i dues més en categoria femenina, tant en individual com en dobles. La competició tingué lloc al State Sports Centre entre els dies 16 i 25 de setembre del 2000.
Hi participaren un total de 171 tennistes, entre ells 86 homes i 85 dones, de 48 comitès nacionals diferents.

## Resum de medalles

### Categoria masculina
| Prova                      | Or                                  | Argent                                     | Bronze                                     |
| Individual masculí Detalls | Kong Linghui                        | Jan-Ove Waldner                            | Liu Guoliang                               |
| Dobles masculins Detalls   | R.P. de la XinaWang Liqin · Yan Sen | R.P. de la XinaLiu Guoliang · Kong Linghui | FrançaJean-Philippe Gatien · Patrick Chila |

### Categoria femenina
| Prova                     | Or                              | Argent                             | Bronze                                |
| Individual femení Detalls | Wang Nan                        | Li Ju                              | Chen Jing                             |
| Dobles femenins Detalls   | R.P. de la XinaLi Ju · Wang Nan | R.P. de la XinaSun Jin · Yang Ying | Corea del SudKim Moo-Kyo · Ryu Ji-Hae |

## Medaller
| Posició | País            | Or | Argent | Bronze | Total |
| 1       | R.P. de la Xina | 4  | 3      | 1      | 8     |
| 2       | Suècia          | 0  | 1      | 0      | 1     |
| 3       | Corea del Sud   | 0  | 0      | 1      | 1     |
| 3       | França          | 0  | 0      | 1      | 1     |
| 3       | Xina-Taipei     | 0  | 0      | 1      | 1     |